# 棉襖
棉襖，唐人外衣的一種，夾棉的納，用以取暖。多以傳統暗花布製成，昔日藍色及棕色為主，現在任何種類色彩亦有。稍貴者會使用絲棉。